# Nick Stiles
Nick Stiles, né le 17 octobre 1973 à Melbourne (Australie), est un joueur de rugby à XV néo-zélandais qui jouait avec les Queensland Reds, évoluant au poste de pilier (1,83 m pour 110 kg).
En 2016, il devient co-entraîneur des Queensland Reds au côté de Matt O'Connor après que l'entraîneur Richard Graham ait été écarté deux journées après le début de la saison. En juillet 2016, il est confirmé en tant qu'entraîneur en chef des Reds tandis que Matt O'Connor quitte le club.

## Carrière

### En Club et province
Il a disputé 67 matchs de Super 12 avec les Queensland Reds, dont 11 en 2004 et 11 en 2005.

### En équipe nationale
Il a effectué son premier test match le 30 juin 2001 contre les Lions britanniques. Son dernier test match fut contre l'Irlande, le 9 novembre 2002. Il a disputé quatre matchs du Tri-nations 2001.

## Statistiques en équipe nationale
- Nombre de matchs de Super 12/14 : 67 (au 30-07-06)
- Nombre de capes avec l'Australie : 12
- Nombre de sélections par saison : 11 en 2001, 1 en 2002